# Erik Amboldt
Otto Erik Amadeus Amboldt, född 18 januari 1907 i Karlskrona, Blekinge, död 9 november 1987 i Göteborg, var en svensk sjökapten.

## Biografi
Erik Amboldt var skeppsgosse i Karlskrona 1921-1923 och tog styrmansexamen vid Kungliga flottan i Karlskrona 1929. Han övergick 1931 till handelsflottan efter sjökaptensexamen vid Navigationsskolan (numera Sjöfartshögskolan) i Kalmar och var senare sjökapten vid bland annat Johnson Line. 1937 tog han radiotelegrafistexamen i Göteborg och 1947 blev han befälhavare vid Rederi AB Axel Broström & Son i Göteborg.
Han hade som intresse att tillverka fartygsmodeller. En modell av briggen Falken finns idag på Marinmuseum i Karlskrona. En modell av övningsfartyget Najaden skänkte han till Sjöfartsmuseet i Göteborg, som 2010 lånade ut den till Halmstads kommun.
1979 donerade han ett 20-tal föremål från olika länder, bland annat dockor och träsnitt, till Göteborgs etnografiska museum (numera Världskulturmuseet).

## Familj
Erik Amboldt var son till Otto August Amboldt (född 1874) och Anny Maria Sandström (född 1878). Han gifte sig den 10 april 1948 med Elsa Rooth (född 1915) och de fick sonen Lars Otto (född 1949).